# Edwin Jürgensen
Edwin Max Eduard Jürgensen (* 24. Mai 1898 in Köln; † 1. April 1947 in Berlin; auch als Edwin Jürgenssen geführt) war ein deutscher Schauspieler.

## Leben
Edwin Jürgensen war Sohn des Kaufmanns Georg Jürgensen und seiner Ehefrau Lisette. Während seines Wehrdienstes, den er von 1941 bis 1944 ableistete, war er im Jahr 1944 nachweislich auch Mitglied des Ensembles der Berliner Soldatenbühne.
Von 1930 an wirkte er in verschiedenen Filmproduktionen vielfach in Nebenrollen mit. Darunter befand sich 1930 der Spielfilm Das Flötenkonzert von Sans-souci von Gustav Ucicky mit Otto Gebühr, Renate Müller und Theodor Loos. Aus dem Jahr 1937 sind unter anderem Der Mann, der Sherlock Holmes war von Karl Hartl mit Hans Albers, Heinz Rühmann und Paul Bildt und die Filme mit Zarah Leander Zu neuen Ufern und La Habanera zu erwähnen. 1940 konnte man ihn in Der Postmeister von Gustav Ucicky mit Heinrich George, Hilde Krahl und Siegfried Breuer sehen.
Jürgensen war seit 1924 mit Irmgard Stüring verheiratet. Gemeinsam hatten sie eine Tochter. Beide verstarben 1945. Edwin Jürgensen selbst starb 1947 in Berlin-Zehlendorf.

## Filmografie (Auswahl)
- 1930: Das Flötenkonzert von Sans-souci
- 1931: Ehe mit beschränkter Haftung
- 1932: Der Prinz von Arkadien
- 1933: So ein Mädel vergißt man nicht
- 1933: Brennendes Geheimnis – Regie: Robert Siodmak
- 1934: Ich kenn’ dich nicht und liebe dich
- 1934: Die Czardasfürstin
- 1934: Fürst Woronzeff
- 1934: So endete eine Liebe
- 1934: Rhapsodie. Ein musikalisches Intermezzo aus dem Leben Franz Liszts (Kurzfilm)
- 1935: Zigeunerbaron
- 1935: Mazurka
- 1936: Die unmögliche Frau
- 1936: Das Schloß in Flandern
- 1936: Moskau – Shanghai
- 1936: Die Unbekannte
- 1936: Das Hofkonzert
- 1937: Kleine Nachtkomödie
- 1937: Jüngens riecht Lunte
- 1937: Ritt in die Freiheit
- 1937: Sherlock Holmes
- 1937: Liebe geht seltsame Wege
- 1937: Der Mann, der Sherlock Holmes war
- 1937: Patrioten
- 1937: Zu neuen Ufern
- 1937: Brillanten
- 1937: Gewitterflug zu Claudia
- 1937: La Habanera
- 1937: Hahn im Korb
- 1937: Tango Notturno
- 1938: Anna Favetti
- 1938: Andalusische Nächte
- 1938: Gastspiel im Paradies
- 1938: Fracht von Baltimore
- 1938: Kautschuk
- 1938: Sergeant Berry
- 1938: Dreizehn Mann und eine Kanone
- 1938: Die Nacht der Entscheidung
- 1939: Verdacht auf Ursula
- 1939: Der grüne Kaiser
- 1939: Ich bin gleich wieder da
- 1939: Kongo-Express
- 1940: Der Postmeister
- 1940: Traummusik
- 1944: Das Hochzeitshotel